# Tizimín
Tizimín é a cidade do estado do Iucatã, no México. Localiza-se no sudeste do país e tem cerca de 47 mil habitantes. Foi fundada em 1544.

## Cidades-irmãs
Tizimín está geminanada con Evansville, Estados Unidos.